# Язык ассемблера

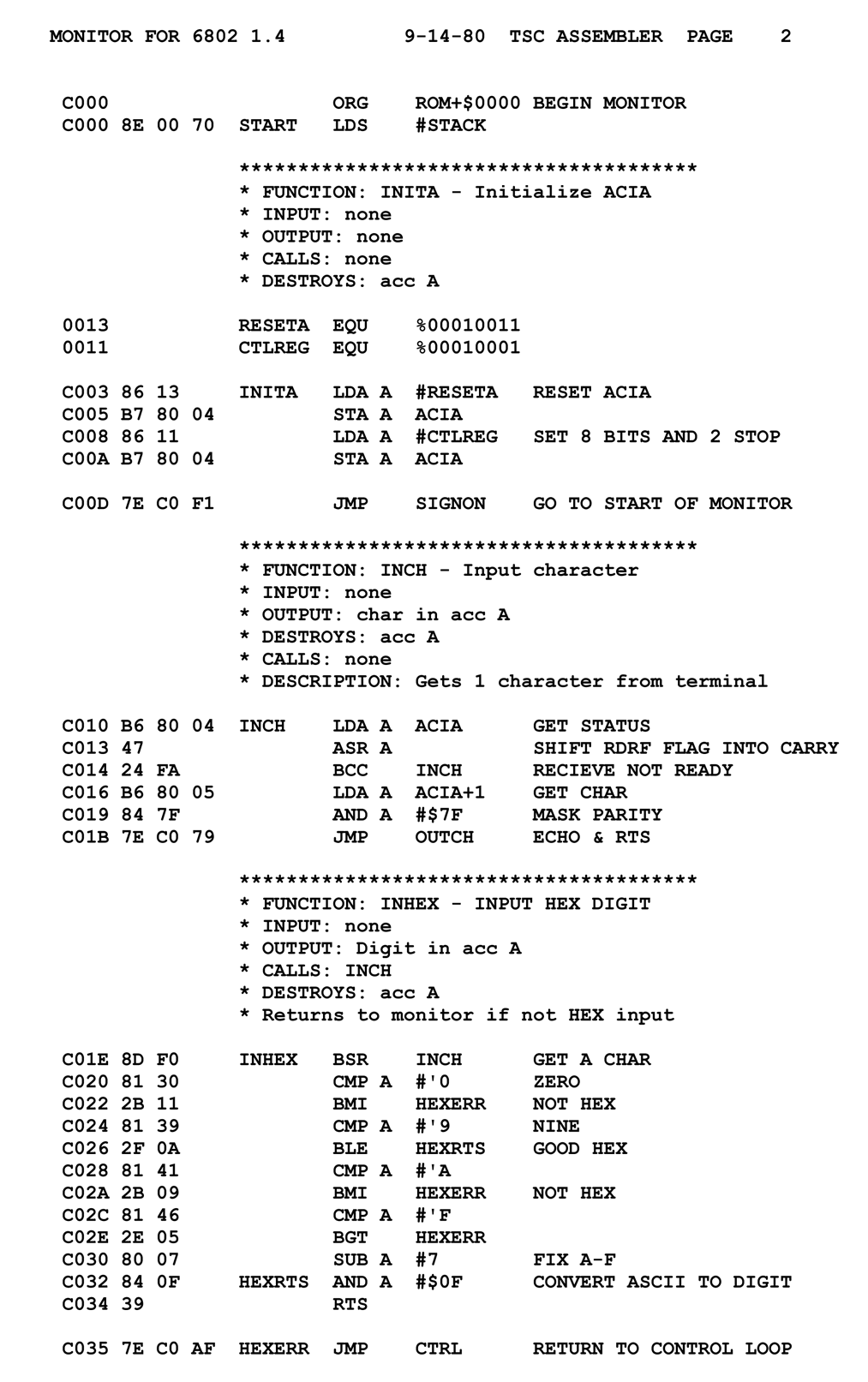
Листинг программы на языке ассемблера Motorola MC6800 (слева идут адреса и машинные коды в шестнадцатеричной системе, вычисленные и сгенерированные ассемблером из исходного кода программы, справа показан сам текст программы с мнемоническими инструкциями, метками, директивами, выражениями и комментариями)

Язы́к ассе́мблера (англ. assembly language, разг. ассе́мблер) — представление команд процессора в виде, доступном для чтения человеком. Язык ассемблера считается языком программирования низкого уровня в противовес высокоуровневым языкам, не привязанным к конкретной реализации вычислительной системы. Программы, написанные на языке ассемблера, однозначным образом переводятся в инструкции конкретного процессора и в большинстве случаев не могут быть перенесены без значительных изменений для запуска на машине с другой системой команд. Ассемблером также называется программа-компилятор, преобразующая код на языке ассемблера в машинный код. Программа, выполняющая обратную задачу, называется дизассемблером.

## История
Первые ассемблеры были спроектированы Кэтлин Бут в 1947 под ARC2 и Дэвидом Уилером в 1948 под EDSAC, при этом термин «ассемблер» не использовали, просто называя язык «множеством базовых команд» (англ. basic order set) и «начальными командами» (англ. initial orders) соответственно. Впервые термин «ассемблер» для процесса объединения полей в командное слово начали использовать более поздние отчёты по EDSAC.
Также на ранних этапах развития программирования было введено понятие автокод — язык программирования, предложения которого по своей структуре в основном подобны командам и обрабатываемым данным конкретного машинного языка[значимость факта?]. В настоящее время термин фактически не используется.
Исторически, если первым поколением языков программирования считать машинные коды, то язык ассемблера можно рассматривать как второе поколение языков программирования. Недостатки языка ассемблера, например, сложность разработки на нём больших программных комплексов, позже привели к появлению языков третьего поколения — языков программирования высокого уровня (таких как Фортран, Лисп, Кобол, Паскаль, Си и другие).

## Синтаксис
Не существует общеупотребительного синтаксиса языка ассемблера. Так как системы команд различных процессоров значительно отличаются, также и отличаются языки ассемблера для этих процессоров. Кроме того, каждая программа-ассемблер может использовать отличающийся от других синтаксис. В ассемблерах для процессоров x86 наибольшее распространение получил так называемый Intel-синтаксис, в меньшей степени — синтаксис AT&T.

### Мнемоники
Базовой конструкцией языка ассемблера является мнемоника, или мнемокод — краткое символьное представление команды процессора. Как правило, она состоит из нескольких символов, обозначающих производимое действие (например, mov — для пересылки из одного регистра в другой, add — для сложения значений и т. д.). Также в мнемонику может входить объект, над которым производится операция (регистр, память, стек), либо другие особенности (влияние на регистр флагов, условия исполнения и т. д.), однако в других диалектах те же особенности могут задаваться в операндах.
Как правило, ассемблер каждого процессора имеет свой традиционный набор мнемоник, но встречаются ассемблеры с кроссплатформенным синтаксисом (такие, как синтаксис AT&T), однако кроссплатформенными в них остаются только обозначения, код одного процессора не может быть напрямую перенесён на другой.

### Операнды
В качестве операндов могут указываться регистры, константные значения, адреса ячеек памяти и портов ввода-вывода, константы, метки и т. д. Разные ассемблеры могут требовать разного порядка операндов: в одних реализациях первым идёт оператор, в который записывается значение, в других он идёт последним. Как правило, операнды отделяются от мнемоник команд пробелами.

### Литералы
Наиболее распространённым типом данных, с которыми умеют работать большинство процессоров, является целое число, упакованное в машинное слово, либо один или несколько байтов, реже число с плавающей запятой. В программах на языке ассемблера значительно чаще используются значения, заданные в разных системах счисления. Прежде всего в компьютерах с восьмибитным байтом часто используется шестнадцатеричная запись числа, так как в один байт помещаются две шестнадцатеричные цифры. Некоторые значения могут записываться двоичными кодами. В ранних компьютерах с шестибитным байтом встречалась также восьмеричная система счисления. Способы записи могут различаться в различных ассемблерах, например:
- Для записи числа в десятичной системе счисления в одних трансляторах требуется представление только в виде цифр (255, 65535), тогда как в других для этого требуется начать число с точки (.255, .65535).
- Для записи числа в шестнадцатеричной системе требуется начать число с префикса «0x» (0xFF, 0x2000), в других — добавить в конце числа «h» (0FFh, 2000h), в третьих — записывать только цифры (0FF, 2000), при этом в последних двух случаях у чисел, начинающиеся с A…F, для отличия их от символьных имён спереди добавляют ноль.
- Признаком восьмеричной системы в некоторых трансляторах является ведущий ноль (0377, 0177777), в других требуется добавить префикс в виде буквы «O», а число заключить в апострофы (O’377’, O’177777’).
- Для записи констант в двоичной системе распространённым является формат вида b'10010111'.

Кроме того, иногда требуется задавать блоки данных, загружаемые вместе с программным кодом, для чего ассемблер может содержать специализированные директивы. Современные ассемблеры могут поддерживать также организацию данных в виде различных структур.

### Элементы выразительности
Ассемблеры могут поддерживать различные конструкции для облегчения чтения ассемблерного кода, снятия с программиста необходимости следить за адресами инструкций, а также для реализации элементов, характерных для языков высокого уровня.
- Метки — указывают на места в программе, на которые может производиться условный или безусловный переход, вызов процедуры, а также хранения данных и т. д. При ассемблировании метка преобразуется в адрес;
- Именованные константы — позволяют давать осмысленное имя числовому значению, а также централизованно его менять. В процессе ассемблирования константа заменяется соответствующим ей значением;
- Комментарии в языке ассемблера имеют большее значение, чем в языках высокого уровня, так как он не может обеспечить самодокументируемость кода.
- Макросы — позволяют упаковать часто встречающиеся последовательности команд, давая им осмысленное имя;
- Директивы ассемблера, позволяющие задавать режимы ассемблирования, осуществлять условную трансляцию и т. д.

## Стандарты оформления кода
В ассемблерном коде как правило не применяются характерные для языков высокого уровня отступы и операторные скобки. Ассемблерный код обычно записывается в несколько колонок, которые включают:
- Адрес инструкции (необязательная колонка);
- Метки;
- Мнемонику самой инструкции;
- Операнды;
- Комментарии.

Такой способ записи отражает особенность исполнения программ на процессорах общего назначения: на уровне машинных кодов программы как правило линейны, не имеют никакой структуры и из одного места программы может быть осуществлён переход на другое безотносительно того, где находится начало программного кода и программа продолжит исполнение с того места, куда был осуществлён переход.
Пример программы на языке ассемблера для архитектуры PIC16:
```
Again:
  
movf
    
0x40
,
W
          
;Скопировать ячейку с адресом 0x40 (десятичное 64) в регистр W

        
addlw
   
0x05
            
;Добавить константу 5 к регистру W

        
movwf
   
PORTC
           
;Записать регистр W в выходной порт PORTC микроконтроллера

        
clrw
                    
;Очистить регистр W (у данной инструкции нет операндов)

        
goto
    
Again
           
;Перейти на метку Again

```

## Достоинства и недостатки
Так как ассемблерный код однозначно переводится в машинный код для заданного процессора, это позволяет более полно использовать все возможности процессора, сокращать количество ненужных «холостых» операций и использовать прочие приёмы оптимизации программного кода, недоступные при использовании компиляторов, однако развитие оптимизирующих компиляторов приводит к тому, что качество генерируемого ими кода может быть выше, чем может написать программист на ассемблере средней квалификации. При этом чем больше объём программы, тем меньше выигрыш от использования языка ассемблера.
Программы на ассемблере не допускают неопределённого поведения, однако в целом написание и отладка кода на ассемблере требует больше усилий. На ассемблере недоступен контроль типов, из-за чего смысл того или иного значения и допустимые действия над ним должен контролировать сам программист. При написании программ на языке ассемблера требуется постоянно пользоваться стеком и ограниченным количеством регистров общего назначения, а также указателями, что требует от программиста внимательности и хорошей памяти.
Программы на языке ассемблера практически невозможно перенести на машину с другой архитектурой или системой команд без переписывания программы, даже если при написании использовался «кроссплатформенный» диалект ассемблера: разные архитектуры процессоров имеют разные наборы регистров, флагов, разные размеры машинного слова, а также могут иметь узкоспециализированные команды, отсутствующие на других платформах.
Программа на ассемблере имеет больше возможностей для взаимодействия с оборудованием и ядром ОС. К примеру, в ранних домашних компьютерах и игровых приставках мог отсутствовать встроенный таймер достаточно высокого разрешения, но при этом тактовая частота процессора была стандартной для всех устройств одного типа, что позволяло использовать процессор в качестве таймера, рассчитывая количество тактов на выполнение тех или иных команд и вставляя в нужных местах пустые операции. В современных процессорах, использующих встроенные схемы оптимизации исполнения, динамическое изменение тактовой частоты и сложные системы прерываний, а тем более под управлением многозадачных ОС такие приёмы стали невозможны, однако продолжают использоваться на некоторых микроконтроллерах.

## Применение
Появление ассемблеров значительно облегчило задачу программирования ранних компьютеров, но достаточно быстро сложность прикладных задач потребовала использования языков высокого уровня. Однако эти языки исполнялись достаточно медленно, к тому же им не всегда были доступны все аппаратные возможности компьютера. По мере роста производительности мейнфреймов и мини-компьютеров, а также с появлением таких языков, как Си, актуальность ассемблера начала снижаться, однако вновь возросла с появлением микрокомпьютеров. Как правило, ранние микропроцессоры имели невысокую производительность и небольшой объём доступной оперативной памяти, к тому же для них не сразу появились качественные компиляторы языков высокого уровня. Часто программы для домашних компьютеров, в том числе игры, писались целиком на ассемблере. Однако к началу XXI века к растущей производительности компьютеров добавились оптимизирующие компиляторы, которые генерировали машинный код более оптимальный, чем мог бы написать программист средней квалификации. Кроме того, важное значение стал приобретать вопрос переносимости между разными платформами.
Язык ассемблера также используется в отладке и обратной разработке, с использованием программ-дизассемблеров. Пользуясь дизассемблером можно контролировать исполнение программы на уровне машинных команд, что бывает полезно, например, при поиске мест с неопределённым поведением, или ошибок, возникающих при работе с указателями.

### Ассемблерные вставки
Для облегчения разработки применялся следующий подход: большая часть кода пишется на языке высокого уровня, и только участки, для которых критична производительность, либо требующие обращения непосредственно к аппаратным ресурсам компьютера, пишутся на ассемблере.

## Примеры

### Hello, world!

#### COM-программа дляMS-DOSна диалектеTASM
```
 

.MODEL
 
TINY

CODE
 
SEGMENT

ASSUME
 
CS
:
CODE
,
 
DS
:
CODE

ORG
 
100
h

START:

        
mov
 
ah
,
9

        
mov
 
dx
,
OFFSET
 
Msg

        
int
 
21
h

        
int
 
20
h

        
Msg
 
DB
 
'
Hello
 
World
'
,
13
,
10
,
'
$
'

CODE
 
ENDS

END
 
START

```

#### EXE-программа дляMS-DOSна диалектеTASM
```
 

.MODEL
 
SMALL

.DATA

        
msg
 
DB
 
'
Hello
 
World
'
,
13
,
10
,
'
$
'

.CODE

START:

        
mov
 
ax
,
 
@
DATA

        
mov
 
ds
,
 
ax

        
mov
 
ax
,
 
0900
h

        
lea
 
dx
,
 
msg

        
int
 
21
h

        
mov
 
ax
,
 
4
C00h

        
int
 
21
h

END
 
START

```

#### Программа дляLinux/x86на диалектеNASM
```
 

SECTION
 
.data

msg:
 
db
 
"
Hello
,
 
world
"
,
10

len:
 
equ
 
$-msg

 

SECTION
 
.text

global
 
_start

_start:
 
mov
 
edx
,
 
len

        
mov
 
ecx
,
 
msg

        
mov
 
ebx
,
 
1
    
; stdout

        
mov
 
eax
,
 
4
    
; write(2)

        
int
 
0x80

        
mov
 
ebx
,
 
0

        
mov
 
eax
,
 
1
    
; exit(2)

        
int
 
0x80

```

#### Программа дляFreeBSD/x86на диалектеNASM
```
 

SECTION
 
.data

msg:
 
db
 
"
Hello
,
 
world
"
,
10

len:
 
equ
 
$-msg

 

SECTION
 
.text

global
 
_start

syscall:
 
int
 
0x80

         
ret

_start:
  
push
 
len

         
push
 
msg

         
push
 
1
        
; stdout

         
mov
 
eax
,
 
4
    
; write(2)

         
call
 
syscall

         
add
 
esp
,
 
3
*
4

         
push
 
0

         
mov
 
eax
,
 
1
    
; exit(2)

         
call
 
syscall

```

#### Программа дляMicrosoft Windowsна диалектеMASM
```
 

.386

.model
 
flat
,
 
stdcall

option
 
casemap
:
none

include
 
\
masm32
\
include
\
windows.inc

include
 
\
masm32
\
include
\
kernel32.inc

includelib
 
\
masm32
\
lib
\
kernel32.lib

 

.data

        
msg
 
db
 
"
Hello
,
 
world
"
,
 
13
,
 
10

        
len
 
equ
 
$-msg

 

.data
?

        
written
 
dd
 
?

 

.code

start:

        
push
    
-11

        
call
    
GetStdHandle

 

        
push
    
0

        
push
    
OFFSET
 
written

        
push
    
len

        
push
    
OFFSET
 
msg

        
push
    
eax

        
call
    
WriteFile

 

        
push
    
0

        
call
    
ExitProcess

end
 
start

```

#### Консольная программа для Windows на диалектеFASM
```
format
 
PE
 
console

entry
 
start

include
 
'
include
\
win32a.inc
'

section
 
'
.data
'
 
data
 
readable
 
writeable

message
 
db
 
'
Hello
,
 
world
!
'
,
0

section
 
'
.code
'
 
code
 
readable
 
executable

start:

; CINVOKE макрос в составе FASM.

; Позволяет вызывать CDECL-функции. 

  
cinvoke
 
printf
,
message
 

  
cinvoke
 
getch

; INVOKE аналогичный макрос для STDCALL-функций. 

  
invoke
 
ExitProcess
,
0

section
 
'
.idata
'
 
import
 
data
 
readable

library
 
kernel
,
'
kernel32.dll
'
,
\

	
msvcrt
,
'
msvcrt.dll
'

import
 
kernel
,
\

       
ExitProcess
,
'
ExitProcess
'

import
 
msvcrt
,
\

       
printf
,
'
printf
'
,
\

       
getch
,
'
_getch
'

```

#### 64-битная программа для Windows на диалектеYASM(c использованием линковщика от Microsoft)
```
;yasm-1.0.0-win32.exe -f win64 HelloWorld_Yasm.asm

;setenv /Release /x64 /xp

;link HelloWorld_Yasm.obj Kernel32.lib User32.lib /entry:main /subsystem:windows /LARGEADDRESSAWARE:NO

bits
 
64

global
 
main

extern
 
MessageBoxA

extern
 
ExitProcess

section
 
.data

mytit
 
db
 
'
The
 
64
-
bit
 
world
 
of
 
Windows
 
&
 
assembler...
'
,
 
0

mymsg
 
db
 
'
Hello
 
World
!
'
,
 
0

section
 
.text

main:

mov
 
r9d
,
 
0
       
; uType = MB_OK

mov
 
r8
,
  
mytit
   
; LPCSTR lpCaption

mov
 
rdx
,
 
mymsg
   
; LPCSTR lpText

mov
 
rcx
,
 
0
       
; hWnd = HWND_DESKTOP

call
 
MessageBoxA

mov
 
ecx
,
 
eax
     
; uExitCode = MessageBox(...)

call
 
ExitProcess

ret

```

#### Программа дляSolarisи архитектурыSPARC
```
.section
 
".data"

hello:
	
.asciz
 
"Hello World!\n"

.section
 
".text"

.align
	
4

.global
	
main

main:

save
	
%sp
,
 
-96
,
 
%sp
	
!
 
выделяем
 
память

mov
	
4
,
 
%g1
	
!
 
4
 
=
 
WRITE
 
(
системный
 
вызов
)

mov
	
1
,
 
%o0
	
!
 
1
 
=
 
STDOUT

set
	
hello
,
 
%o1

mov
	
14
,
 
%o2
	
!
 
количество
 
символов

ta
	
8
	
!
 
вызов
 
системы

!
 
выход
 
из
 
программы

mov
	
1
,
 
%g1
	
!
 
move
 
1
(
exit
()
 
syscall
)
 
into
 
%g1

mov
	
0
,
 
%o0
	
!
 
move
 
0
(
return
 
address
)
 
into
 
%o0

ta
	
8
	
!
 
вызов
 
системы

```

### Примеры программ для различныхмикроконтроллеров

#### Программа на языке ASM-51 для микроконтроллера AT89S52 (семействоMCS-51)
Данная программа отправляет обратно символ, полученный через последовательный порт UART («Эхо»):
```
 

mov
 
SCON
,
 
#50
h

mov
 
TH1
,
 
#0
FDh

orl
 
TMOD
,
 
#20
h

setb
 
TR1

again:

  
clr
 
RI

  
jnb
 
RI
,
 
$

  
mov
 
A
,
 
SBUF

  
jnb
 
RI
,
 
$

  
clr
 
TI

  
mov
 
SBUF
,
 
A

  
jnb
 
TI
,
 
$

sjmp
 
again

```

#### Примеры компиляцииСив язык ассемблера для архитектурыARM
Битовые операции:
Си:
```
z
 
=
 
(
a
 
<<
 
2
)
 
|
 
(
b
 
&
 
15
);

```

Ассемблер:
```
ADR
 
r4
,
a
 
; get address for a

LDR
 
r0
,[
r4
]
 
; get value of a

MOV
 
r0
,
r0
,
LSL
#2
 
; perform shift

ADR
 
r4
,
b
 
; get address for b

LDR
 
r1
,[
r4
]
 
; get value of b

AND
 
r1
,
r1
,
#15
 
; perform AND

ORR
 
r1
,
r0
,
r1
 
; perform OR

ADR
 
r4
,
z
 
; get address for z

STR
 
r1
,[
r4
]
 
; store value for z

```

Ветвления:
Си:
```
if
 
(
i
 
==
 
0
)

{

    
i
 
=
 
i
 
+
 
10
;

}

```

Ассемблер:
```
@(переменная
 
i
 
находится
 
в
 
регистре
 
R1
)

SUBS
 
R1
,
 
R1
,
 
#0

ADDEQ
 
R1
,
 
R1
,
 
#10

```

Циклы:
Си:
```
for
 
(
 
i
 
=
 
0
 
;
 
i
 
<
 
15
 
;
 
i
++
)

{

    
j
 
=
 
j
 
+
 
j
;

}

```

Ассемблер:
```
      
SUB
 
R0
,
 
R0
,
 
R0
 
; i -> R0 and i = 0

start
 
CMP
 
R0
,
 
#15
 
; is i < 15?

      
ADDLT
 
R1
,
 
R1
,
 
R1
 
; j = j + j

      
ADDLT
 
R0
,
 
R0
,
 
#1
 
; i++

      
BLT
 
start

```

#### Программа для микроконтроллера PIC16F628A (архитектураPIC)
В случае, когда к порту PORTB микроконтроллера подключены 8 светодиодов, программа включит их через один:
```
        
LIST
    
p
=
16
F628A

         
__CONFIG
 
0309
H

STATUS
  
equ
     
0x003

RP0
     
equ
     
5

TRISB
   
equ
     
0x086

PORTB
   
equ
     
0x006

        
ORG
     
0x0000
                 
;Вектор запуска

        
goto
    
start
                  
;Переход на начало основного кода

start:

        
bsf
     
STATUS
,
RP0
             
;Выбор банка 1

        
clrf
    
TRISB
                  
;Все биты порта PORTB - выходы

        
bcf
     
STATUS
,
RP0
             
;Выбор банка 0

led:

        
movlw
   
.170
                   
;Запись двоичного значения "10101010" в PORTB

        
movwf
   
PORTB

        
goto
    
led
                    
;Зацикливание

        
END

```

#### Программа для микроконтроллера MSP430G2231 (архитектураMSP430) в средеCode Composer Studio
```
 

 
.cdecls
 
C
,
LIST
,
  
"msp430g2231.h"

;------------------------------------------------------------------------------

            
.text
                           
; Program Start

;------------------------------------------------------------------------------

RESET
       
mov.w
   
#0280
h
,
SP
               
; Initialize stackpointer

StopWDT
     
mov.w
   
#WDTPW+WDTHOLD,&WDTCTL  ; Stop WDT

SetupP1
     
bis.b
   
#001
h
,
&
P1DIR
            
; P1.0 output

                                            
;				          			

Mainloop
    
bit.b
   
#010
h
,
&
P1IN
             
; P1.4 hi/low?

            
jc
      
ON
                      
; jmp--> P1.4 is set

                                            
;

OFF
         
bic.b
   
#001
h
,
&
P1OUT
            
; P1.0 = 0 / LED OFF

            
jmp
     
Mainloop
                
;

ON
          
bis.b
   
#001
h
,
&
P1OUT
            
; P1.0 = 1 / LED ON

            
jmp
     
Mainloop
                
;

                                            
;

;------------------------------------------------------------------------------

;           Interrupt Vectors

;------------------------------------------------------------------------------

            
.sect
   
".reset"
                
; MSP430 RESET Vector

            
.short
  
RESET
                   
;

            
.end

```